# Тімоті Авані
Тімоті Авані (англ. Timothy Awany, нар. 6 серпня 1996, Кампала) — угандійський футболіст, центральний захисник ізраїльського «Ашдода» і національної збірної Уганди.

## Клубна кар'єра
У дорослому футболі дебютував 2014 року виступами за команду «Кампала Сіті Каунсіл», в якій провів п'ять сезонів. За цей час тричі ставав чемпіоном Уганди.
2019 року перейшов до ізраїльського «Ашдода», в якому відразу ж став одним з основних центральних захисників.

## Виступи за збірну
2016 року дебютував в офіційних матчах у складі національної збірної Уганди.
У складі збірної був учасником Кубка африканських націй 2017 в Габоні, на якому був резервним гравцем, а також Кубка африканських націй 2019 в Єгипті, де вже був гравцем основного складу і взяв участь у всіх чотирьох іграх своєї команди.

## Титули і досягнення
- Чемпіон Уганди (3):

«Кампала Сіті Каунсіл»: 2014, 2016, 2017